# Carta Municipal de Barcelona
La Carta Municipal de Barcelona es el documento que otorga el régimen especial de competencias municipales de la ciudad de Barcelona, en relación al resto de municipios del Estado español. Este documento, redactado en 1957 y aprobado en 1960 durante el franquismo, fue aprobado como Ley en 1998 y modificado por última vez en 2025.

## Historia
A lo largo de la historia Barcelona ha tenido ciertos privilegios a nivel municipal, aplicados a través de documentos específicos como el Recognoverunt Proceres de 1284 o el Libro Verde de 1345. En alguna ocasión se llegó a plantear la posibilidad de aprobar una ley específica ara la ciudad de Barcelona, como se recoge en el Diari de Sessions del Parlament de Catalunya, núm. 77, de 13 de junio de 1933. El Estatuto Municipal de 1924 y la Ley Municipal de 31 de octubre de 1935 de la época republicana consideraban que los municipios con mucha población debían tener ciertas características organizativas, procedimentales y sectoriales distintas a los demás municipios, pero no fue hasta 1960 que la ciudad obtuvo por primera vez un régimen especial. Originariamente el documento redactado para elaborar la Carta de Barcelona fue aprobado en 1960 por el Decreto 1.166/1960, y se apoyaba en una ley nacional de 1957. Este texto fue modificado por el Decreto-ley 5/1974 de 24 de agosto, y el Decreto 3276 de 28 de noviembre, hasta que fue anulada por la Ley autonómica 7/1987. El Decreto 1166/1960, de 23 de mayo, y el Decreto 1674/1963, de 11 de julio supusieron una ruptura con el esquema tradicional de uniformidad en cuanto a competencias municipales y regulación jurídica de los municipios españoles creando los regímenes especiales de Barcelona y Madrid. Madrid está regulada mediante la Ley de Capitalidad y Régimen Especial de Madrid. Estas dos ciudades tienen un régimen especial debido principalmente a su condición de grandes ciudades, regulada por la Ley de Grandes Ciudades, y debido a la condición de capital de España por parte de Madrid.
Este texto, promovido durante el mandato del alcalde Porcioles, sirvió para designar un alcalde gerente de la ciudad, otorgado directamente por Franco, así como una comisión ejecutiva de gobierno. Este Consejo tenía un carácter administrativo debido al sistema dictatorial de la época, y sólo ejercía funciones de planificación, reglamentarias y de temas fiscales. Estos aspectos de gestión municipal estaban regulados mediante las cartas municipales económicas, todavía no redactada la de Barcelona cuando empezó el mandato de Porcioles. En un primer momento supuso un cambio principalmente económico, aumentó el presupuesto anual y la agilidad financiera y administrativa, que por un lado mejoró el dinamismo económico pero por otro aumentó las operaciones urbanísticas especulativas, entre otras cosas.
La Carta de Barcelona incluyó ciertas medidas específicas que no constaban en todas las demás cartas municipales como la exigencia de planificación en relación al crecimiento urbanístico de la ciudad, el establecimiento de juntas de distritos, la simplificación de las obras municipales y la autorización para ampliar impuestos. Durante esta época la industria de Barcelona tuvo un crecimiento bastante notorio, después de la crisis de la posguerra y del periodo autárquico, y la Carta promovió la deslocalización de las infraestructuras industriales a la periferia de la ciudad. También supuso un incentivo a la especulación inmobiliaria, característica de la época del desarrollismo y presente en otros casos de crecimiento urbanístico como Madrid y Bilbao, lo que provocó en parte que la ciudad creciera de forma desordenada.
La siguiente modificación del texto se dio en 1985, ya en democracia, mediante la cual de forma provisional se otorgaron poderes ejecutivos a la comisión ejecutiva y el control de los órganos de gobierno al concejo municipal, hasta la redacción de la nueva carta municipal en 1999 basada en la Ley 22/1998 del Parlamento de Cataluña. Este texto aumentó la autonomía del órgano municipal, a la vez que le otorgó otros derechos como el derecho a la información, la gestión ecológica o la implementación de las iniciativas populares. Tras la aprobación del Estatuto de Cataluña se aprobó el texto redactado en 2005 y vigente desde 2006, que incluyó algunas modificaciones en la financiación y en algunas leyes orgánicas. A su vez el régimen especial se apoya en la Ley de Régimen Especial del Municipio de Barcelona 1/2006 del 13 de marzo, de ámbito estatal, y en el marco legislativo europeo en la Carta Europea de Autonomía Local.
El texto de 1999 ha recibido 4 modificaciones, la última de la cual en 2025 en la que se aprobaron cambios en las formas de organización de la gestión de los servicios y las actividades municipales, y la descentralización en la adjudicación de contratos de obra pública para adecuar la carta a las leyes estatales de régimen local, y ciertos aspectos relacionados con la seguridad jurídica de los órganos municipales.

## Ámbitos específicos de la Carta
Según la Ley de 1998 la Carta Municipal otorga a la ciudad la organización del Gobierno Municipal y de sus distritos, la creación de una normativa municipal específica, mecanismos para gestionar la participación y los derechos de sus habitantes, introducción de la iniciativa ciudadana para la aprobación de reglamentos y ordenanzas, la gestión ejecutiva, competencias municipales en cuanto a urbanismo, vivienda, iniciativa pública en materia económica, gestión de los servicios e infraestructuras estratégicas, gestión del transporte urbano y de la movilidad, telecomunicaciones, medioambiente, sanidad, salud pública y consumo, servicios sociales, juventud, mujer, cultura, deportes, educación, seguridad ciudadana, protección civil, además de regular el procedimiento arbitral en materia de consumo. Los aspectos de movilidad y hacienda ocupan más de la mitad del documento.
En materia de seguridad la Carta regula las competencias de la Guardia Urbana de Barcelona. 
En cuanto a la organización del Gobierno Municipal designa dos órganos; el Consejo Municipal formado por concejales y presidido por el alcalde (equivalente a un pleno), y la Comisión de Gobierno como junta de gobierno local.